# Ingo (Rüfer)
Pour les articles homonymes, voir Ingo.
Ingo est un opéra de Philippe Rüfer, composé en 1896.

## Contexte et création
Philippe Rüfer écrit Ingo en 1896. Il est créé à l'Opéra royale de Berlin en février 1896,.